# Історія Албанії

## Давні часи

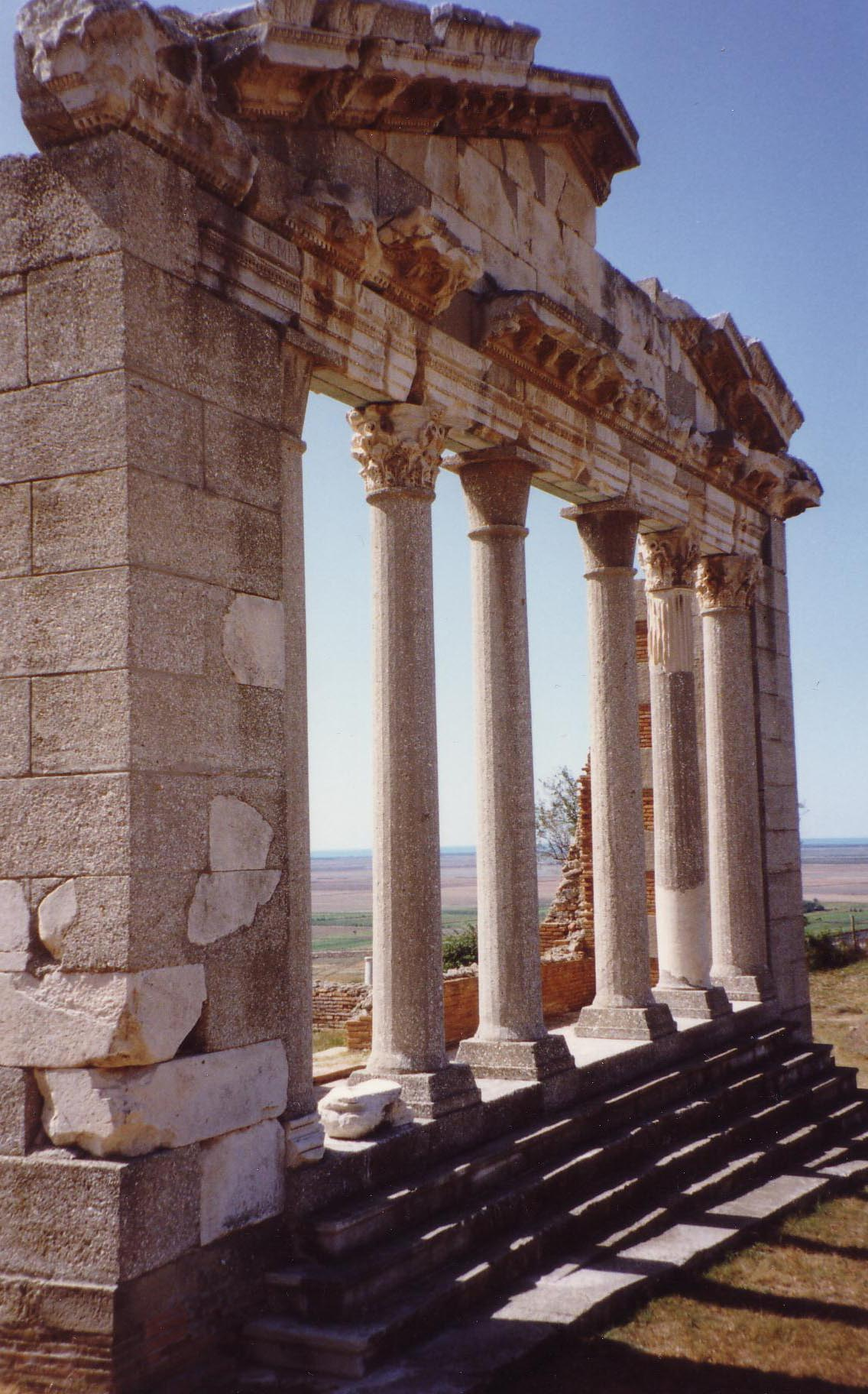
Руїни античного храму Аполону біля м. Фіері

Давня історія Албанії пов'язана з історією Іллірії, а саме з такими іллірійськими племенами: таулантії, бриги та партени. Іллірія контролювала внутрішні райони на заході Балканського півострова від Істрії до північної Греції до VI ст. н. е. Іллірія, до складу якої входила Албанія, була підкорена римлянами в 167 р. до н. е. Однак романізація мало торкнулася іллірійців: у них збереглася племінна автономія. Коли у 395 р. н. е. Римська імперія розділилася на Східну і Західну, Албанія опинилася в складі Східної (Візантійської) імперії. Ймовірно, в цей же час албанська мова почала виділятися з іллірійської.

## Середньовіччя
Падіння Римської імперії у V ст., руйнівні набіги аварів, гунів і готів, а також поява слов'ян у VI—VII ст. поклали край існуванню Іллірії. Багато іллірійців були асимільовані південними слов'янами, інші, які проживали в горах, зберегли свою етнічну самобутність. За однією з гіпотез, саме від них походять сучасні албанці.
Албанію, розташовану на околиці Візантійської імперії, було нелегко захищати: у IX ст. її центральні і південні райони захопила Болгарія. У 998—1019 рр. сама Болгарія потрапила під владу Візантії, однак північну Албанію захопили серби. У той же час південні прибережні райони перебували під впливом норманів, а потім — хрестоносців. У 1081—1082 рр. нормани захопили Диррахій. Візантійці відвоювали це місто в 1083 р. за допомогою Венеції, яка за це отримала привілеї на торгівлю в албанських містах. Південні слов'яни також скористалися слабкістю візантійського впливу в Албанії. У 1180-х рр. серби захопили Шкодер, а приблизно у 1200 році болгари підкорили східну Албанію.
Після захоплення Константинополя у 1204 р. під час IV Хрестового походу і тимчасового розпаду Візантійської імперії Албанія, яка мала важливі виходи до моря, протягом майже двох століть була ареною боротьби, доки Османська імперія не встановила свою владу. У 1204 р. Венеція висунула вимоги на всю центральну і південну Албанію, але здійснювала контроль тільки над ключовими портами, включаючи Диррахій. Внутрішні райони, за договором 1210 р., були передані грецькому васалу Михайлу Комніну, який у 1213 р. виступив проти венеційців, захопив Диррахій і перед своєю смертю у 1215 р. заснував Епірський деспотат. Його наступнику, Феодорові Ангелу, в 1216 р. вдалося примирити албанських вождів, а в 1217 р. він відбив напад західних лицарів і венеційських суден на Диррахій і просунув свої війська на схід, але в 1230 р. зазнав поразки у боротьбі з Болгарською імперією, що відродилася при Івані Асені II.
Болгарські війська вирушили на захід через Македонію та Албанію і вийшли до Адріатичного моря. У 1246 р. Візантійська імперія розгромила Болгарію і просунула свої війська на узбережжя північної Албанії, внаслідок чого був припинений союз місцевих племен з Епірським деспотатом. У 1256 р. візантійці захопили Диррахій, але в 1257 р. змушені були поступитися ним королю Обох Сицилій Манфреду, який у 1268 р. завоював Влеру і Берат. Західний вплив посилився при наступникові Манфреда Карлі Анжуйському, який зробив албанців своїми васалами і в 1272 р. захопив Диррахій, що послужило першим кроком до нападу на Константинополь. Однак у 1276—1277 рр. Візантія відбила його напади на території Албанії.
Пізніше Албанія зазнавала натиску сербів, а в 1346—1355 рр. увійшла до складу Сербського королівства Стефана Душана (1331—1355 рр.). Деякі албанські підрозділи армії Душана мігрували на південь і заснували колонії на території Греції — у Фессалії, на Пелопоннесі і в Епірі. Після смерті Душана в 1355 р. імперія почала розпадатися. Серед феодалів і племінних вождів розгорнулася боротьба за владу в Албанії. Особливо великий вплив мав рід Бальшів на півночі і рід Топія на півдні. Південна Албанія у 1367 р. дісталася сербському вождю Томасу Прелюбовичу.
Османи вперше вторглися в Європу у 1345 р. і почали просуватися на захід, підкоряючи на своєму шляху розрізнені балканські держави. Діставшись Албанії у 1381 р., вони виступили на боці роду Топія, який переміг у боротьбі з родом Бальшів у 1385 р. попри те, що багато албанських племен у той час перетворилися на номінальних васалів Османської імперії, вони часто переходили на сторону Венеції, яка перешкоджала проникненню османів до узбережжя Адріатичного моря. У 1393 р. Диррахій і Лєжа були захоплені венеційцями, а Шкодер у 1394 р. викуплений у роду Бальшів.
Османська імперія, здобувши перемогу над сербами у битві на Косовому полі в 1389 р., направила війська проти Албанії у 1394 і 1397 рр., а під час кампаній 1415 і 1423 рр. завоювала її центральні і південні райони.

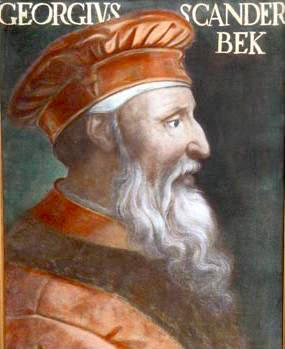
Скандербег

Посилення османського панування, особливо підготовка до розподілу земель, стали причиною повстання феодальних правителів і гірських племен у 1433, яке було придушене в 1434 р. Однак незабаром спалахнуло ще одне повстання на чолі з Георгієм Кастриоті (1403—1468), якого в Османській імперії прозвали Іскендер-беєм, більше відомого як Скандербег. Син феодального володаря, Скандербег прийняв мусульманство і став провідним османським чиновником. Коли у його родини відібрали родовий маєток у Круї, Скандербег відрікся від мусульманства і підняв повстання. Об'єднавшись у 1444 р. з Венецією і вождями різних племен і маючи невеликий кавалерійський загін, що базувався в Круї, він розгорнув партизанську війну в північній Албанії. У 1468 р. Скандербег помер, але під керівництвом його сина і за підтримки венеційців, опір османам не припинявся, доки османська армія не захопила в 1478 р. Крую, а в 1479 р. — Шкодер. Поступово османи завоювали всі інші райони Албанії.
Під час османського володарювання північна Албанія, з її непрохідними горами, близькістю до іноземних держав і войовничими племенами гегів, зберігала напівнезалежний режим. Геги не допускали до своїх селищ османських чиновників і збирачів податків. У кожному племені внутрішньокланові відносини регулювалися на зборах і радах старійшин, що передаються спадково при байрактарі (охоронці прапора). Під час воєн геги проходили службу як солдати нерегулярної армії і в XVIII — на початку XIX ст. становили досить значну частину армії османів.

## Новий час
З початку XVII ст. османська влада збільшила податки і побори на користь місцевих феодалів, що викликало заворушення серед албанських селян. У 1645 і 1649 рр. османські правителі придушили змови і бунти, організовані католицькими лідерами в прибережних містах під час війни з Венецією. Різні північні племена співпрацювали з австрійськими і венеційськими військами під час кількох воєн, що відбувалися між 1683 і 1739 рр., тому османи посилили тиск на албанських католиків, примушуючи їх прийняти мусульманство.

## XIX століття
У XVIII ст. вплив Османської імперії послаблюється. Тисячі сербів після 1690 р. залишили Косовську рівнину, частково побоюючись репресій з боку османів. У цей час впливовими стають деякі родини землевласників, які стягували податки з селян. Шкодерські паші Бушаті правили на півночі і в центрі країни, а під час наполеонівських воєн і в подальший період Алі-паша Тепелена (1744—1822) заснував напівнезалежну державу в південній Албанії, Епірі і західній Македонії. Султан Махмуд II, що прагнув централізувати і зміцнити Османську державу, розгромив у 1820—1822 рр. війська Алі-паші, а в 1831 р. пашів Бушаті. У 1830-х рр. менш відомі представники албанських вельмож виступили проти османів, але реорганізована османська армія обстріляла їхні замки і змусила підкоритися. Реформи 1826—1856 рр., що затвердили регулярну виплату податків, заклик на військову службу в мирний час і призначення чиновників неалбанського походження зустріли відсіч і виявилися ефективними тільки в південній Албанії. Опір переріс у національний рух, що посилився після 1878 року.
Розпад Османської імперії і прагнення балканських народів до незалежності вперше отримали відгук в Албанії після російсько-турецької війни 1877—1878 рр. На Берлінському конгресі великі держави, як одну з умов мирного договору, запропонували передати Сербії і Чорногорії райони північної Албанії. Проти цього рішення виступили деякі албанські вожді і представники знаті (в основному мусульмани), які організували Албанську, або Призренську лігу, яку очолив Абдул Фрашері. Спочатку Ліга підтримувалася османським урядом, збирала кошти, вербувала озброєних бійців і готувалася до боротьби. Вона набула більш націоналістичного і незалежного характеру після приєднання католицьких племен зі Шкодера і православних — з півдня. У 1879—1880 рр. було дано відсіч спробам поступитися навіть незначними територіями Чорногорії, і Ліга погодилася на передачу району Ульцинь Чорногорії у 1880 р. лише після того, як османська армія завдала поразки албанцям. Південне відділення Ліги рішуче відкидало зазіхання Греції на території, населені албанцями в Епірі.
Виникли побоювання, що після остаточного розпаду Османської імперії Албанія може бути розділеною на частини сусідніми державами. Аби цьому запобігти, Ліга зажадала об'єднання албанських округів в одну автономну провінцію з тим, щоб управління, шкільну освіту і збір податків контролювали самі албанці. Така національна програма призвела до розколу Ліги: мусульмани центральної Албанії виступили проти програми, зберігши вірність Константинополю. Розлютився і султан, який направив у 1881 р. війська для придушення Ліги: деякі з її керівників були заарештовані, іншим османам вдалося схилити на свій бік.

## XX століття
Після повалення султана Абдул-Хаміда II в липні 1908 р. з'явилися політичні клуби. Однак політичні вимоги албанців відхилялися младотурками, які прагнули зміцнити Османську імперію, обкладаючи податками і військовою повинністю привілейовані національні меншини. Такий підхід обурив навіть албанських мусульман, і в 1912—1913 рр. по північних районах прокотилися повстання.

### Здобуття незалежності
Слабкість Османської імперії спонукала Сербію, Болгарію, Чорногорію та Грецію взяти участь у Першій балканській війні (жовтень 1912 — квітень 1913), внаслідок якої Османська імперія втратила більшу частину своєї території в Європі. Щоб перешкодити розподілу Албанії між її сусідами, албанські лідери, зібравшись у Влері, 28 листопада 1912 р. проголосили незалежність країни і сформували тимчасовий уряд.
Найважчим завданням для Албанії було досягнення міжнародного визнання її суверенітету і кордонів, враховуючи протидію деяких балканських держав. Так, Сербія сподівалася отримати вихід до Адріатичного моря, контролюючи центральну Албанію, Чорногорія прагнула придбати Шкодер, а Греція хотіла приєднати райони Гирокастра і Корча. Цих претендентів підтримали Франція і Росія. Однак Італія і Австро-Угорщина виступили проти, оскільки воліли мати справу з незалежною Албанією, яка могла б нейтралізувати східне узбережжя протоки Отранто і зберегти рівновагу політичних сил в Адріатичному регіоні.
Великі держави уповноважили своїх послів, які зібралися на конференцію в Лондоні, розглянути албанське питання нарівні з іншими проблемами, що виникли в результаті Балканської війни. На цій конференції 20 грудня 1912 р. незалежність Албанії була визнана великими державами. За Лондонським договором, підписаним 30 травня 1913 р., засновувалася комісія, яка повинна була вирішити питання про кордони Албанії і прийняти остаточне рішення про повернення Албанії міста Шкодер, захопленого Чорногорією під час Першої балканської війни. Косовська рівнина, де проживало декілька сотень тисяч албанців, відходила до Сербії. Кордон з Грецією встановлювався за протоколом, підписаним цього ж року у Флоренції. Великі держави гарантували нейтралітет Албанії, але фактично вони встановили протекторат Австро-Угорщини, Великої Британії, Німеччини, Франції, Італії і Росії, сформувавши поліцейські сили під керівництвом західноєвропейських офіцерів і цивільну та фінансову адміністрацію під контролем міжнародної комісії.
Управляти країною, за рішенням великих держав, повинен був німецький князь Вільгельм Від. Інтриги в уряді Віда призвели до громадянської війни, що почалася 21 травня 1914 р., а Перша світова війна поставила Албанію перед загрозою розколу. 3 вересня 1914 р. Вільгельм Вид тікає з країни. Під час війни італійські, грецькі, чорногорські, сербські, австрійські і французькі війська вторгалися й окупували різні райони Албанії. Після Першої світової війни знову виникли плани розподілу країни, але албанські націоналісти отримали могутню підтримку з боку президента США Вудро Вільсона, що виступив проти угод, за якими Південна Албанія відходила до Греції, район Шкодера — до Югославії, а Влера — до Італії.

### 1918—1939
25 грудня 1918 р. на конгресі в Дурресі албанці сформували тимчасовий уряд, який призначив вибори до законодавчих зборів — Албанського Національного конгресу. Новий парламент зібрався 21-31 січня 1920 р. в Люшні і сформував уряд. Навесні уряд і парламент перебралися до Тирани, яку незадовго до цього (11 лютого 1920 р.) оголосили столицею Албанії. Була створена Вища рада з чотирьох осіб. Верховним органом влади стала Національна рада (Сенат) у складі 37 осіб. Була випущена державна позика, а також вжито заходів щодо створення армії та громадських установ. Італійські війська в районі Влери після атак албанців були змушені відступити, на північному сході серби також зазнали поразки.
17 грудня 1920 р. Албанія, за підтримки Англії, була прийнята до Ліги Націй. Однак питання про кордони залишалося відкритим. У жовтні 1921 р. сербські війська знову здійснили напад і були відведені тільки після сильного дипломатичного тиску з боку Англії і ряду інших держав. 9 листопада 1921 р. на конференції послів чотирьох держав (Англії, Франції, Італії та Японії) в Лондоні знову була підтверджена незалежність Албанії в кордонах 1913 року. На початку 1922 р. останні сербські війська були виведені з цієї країни. До 1924 р. в Албанії залишався невеликий контингент грецької армії.
Налагодити політичну співпрацю між представниками різних регіональних, суспільних і релігійних кіл, що входили до Прогресивної та Народної партій, виявилося вкрай нелегким завданням. У Прогресивній партії, що відображала інтереси консервативної частини суспільства, тон задавали мусульманські землевласники і переважала тенденція до встановлення політичної рівноваги. Народна партія представляла різнорідну коаліцію середнього класу, передусім православних лібералів на чолі з Фаном Нолі, православним єпископом Дурреса, який здобув освіту в Гарвардському університеті, й націоналістично налаштованих мусульманських чиновників та військових на чолі з Ахметом Зогу, сином вождя громади.
Нолі і Зогу входили до складу народного уряду, сформованого в грудні 1921 р. На початку 1922 р. Зогу роззброїв племена в центрі і на півдні країни, придушив заколот на півночі. 2 грудня 1922 р. він став прем'єр-міністром. Однак незабаром його справи викликали невдоволення лібералів на півдні країни, які вимагали проведення земельної реформи, націоналістів на півночі, сербів, що виступали проти контролю над областю Косово, а також місцевих вождів, які ревно охороняли традиційну автономію своїх районів. Зогу зазнав поразки на виборах у січні 1924 р., подав у відставку в лютому, а в червні подався за кордон. Незважаючи на сильну протидію, Фан Нолі 16 червня сформував уряд. У нього були ідеалістичні плани провести модернізацію Албанії шляхом таких реформ, як передача землі селянам і ліквідація протекціонізму в адміністративному і судовому апаратах. У грудні 1924 р. за фінансової і військової допомоги сербів експедиційний корпус на чолі з Зогу вторгся в Албанію. Нолі і його прибічникам довелося залишити країну.
Зогу зміцнив своє становище, відправивши на заслання і заарештувавши своїх основних опонентів. 21 січня 1925 р. Албанію було проголошено республікою, а 31 січня 1925 р. Національні збори обрали Зогу президентом на семирічний термін. 7 березня було оприлюднено нову конституцію країни, що надала президенту диктаторських повноважень. 1 вересня 1928 р. новообрані Установчі збори оголосили Зогу королем албанців Зогом I. Монархічна конституція, прийнята 1 грудня, розширила повноваження короля, насамперед, у сфері зовнішньої політики.
Дотримуючись авторитарних позицій, Зогу, як раніше Фан Нолі, хотів провести модернізацію Албанії. Він досягнув успіхів у боротьбі з бандитизмом і у викорененні традицій кровної помсти, сприяв об'єднанню роз'єднаних племен шляхом будівництва доріг, лікарень і шкіл, направляв студентів до європейських університетів, створив систему адміністративного розподілу, запровадив відповідальність чиновників перед Міністерством внутрішніх справ і використав європейські зразки при розробці кодексів карного, цивільного і торгового права. Реформи потребували фінансової підтримки і технічної допомоги, які Зогу отримував з Італії. У 1925 р. італійським компаніям були надані права на розробку родовищ корисних копалин, а Національний банк, що знаходився під італійським контролем, почав випускати албанські гроші і виконувати функції казначейства. У Римі було засновано товариство з економічного розвитку Албанії, яке фінансувало будівництво доріг, мостів та інших суспільних об'єктів.
У 1926 р., після ослаблення становища Зогу, внаслідок потужного повстання на півночі, Італія почала активно впливати на зовнішню політику Албанії. 27 листопада 1926 р. в Тирані Італія та Албанія підписали Договір про дружбу і безпеку, а через рік Договір про оборонний союз терміном на 20 років, після чого з Італії надійшло озброєння і прибули інструктори для модернізації албанської армії, що нараховувала на той час 8 тис. осіб. Проте у 1932 р. Зогу відхилив пропозицію про встановлення митного союзу з Італією і вислав багатьох італійських військових радників, а в 1933 р. закрив італійські школи. Маневри італійських військових суден поблизу Дурреса в червні 1934 р. не допомогли отримати нових концесій в Албанії, і, оскільки Італія вела війни в Ефіопії та Іспанії, Муссоліні дотримувався більш примирливого курсу у відносинах з Албанією до 1939 року.

### Період окупації (1939—1945)

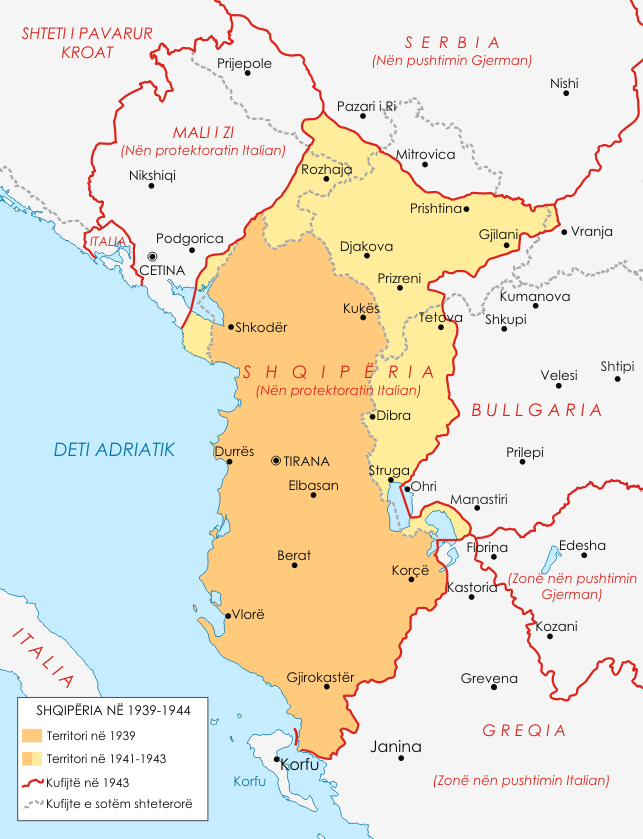
Території Албанії під час Другої Світової

Курс на стабільний розвиток, проголошений Зогу в 1925 р., був припинений у квітні 1939 р., після окупації Албанії Італією. Зогу відхилив вимоги про перетворення Албанії на італійську колонію і втік до Греції, а потім до Лондона. Албанську конституцію скасували, була організована місцева фашистська партія, а албанську армію у 1940 р. включили до складу італійської. Зберігалися Народні збори Албанії, було сформовано і місцевий уряд. Обидва цих органи підпорядковувались італійському віце-королю і його чиновникам.
Італія заручилася підтримкою частини населення Албанії, відстоюючи її домагання на деякі райони Югославії і Греції. У жовтні 1940 р. контингент албанських допоміжних військ у складі 12 тис. осіб взяв участь у кампанії Італії проти Греції. Після захоплення Югославії і Греції державами «Осі» у 1941 р. Албанії були повернені область Косова і деякі райони західної Македонії, що належали Югославії, а також округ Чамерія в північно-західній Греції. Тим часом, за підтримки Англії і СРСР, розгорнувся рух Опору проти маріонеткових режимів на окупованих територіях. Окремі групи албанських комуністів, що підбурювалися югославськими комуністичними емісарами, 8 листопада 1941 р. заснували свою партію, секретарем якої став Енвер Ходжа (1908—1985), вчитель у минулому, який здобув освіту на Заході. Комуністи організували партизанські загони, насамперед серед тоскських селян і інтелігенції. Влітку 1942 р. вони виступили проти італійців.
У вересні 1944 р. націоналістичні антиіталійські групи об'єдналися з комуністами і створили Національно-визвольний фронт, в якому домінуючі позиції зайняли комуністи. Суперницька організація «Бали комбтар» («Національний фронт») була заснована в листопаді 1944 р. Вона розробила ультранаціоналістичну прозахідну програму, спрямовану проти Зогу, яка включала вимогу повернути Албанії область Косова.
Британські офіцери зв'язку, що з'явилися на початку 1943 р., намагалися налагодити співпрацю Національно-визвольного фронту, що налічував 8-10 тис. бійців, з «Бали комбтар», надаючи їм зброю і фінансову підтримку. У міру розпаду італійської армії німцям вдалося внести розкол в рух Опору, взявши курс на передачу області Косово Албанії, що залучило на їхній бік багатьох членів групи «Бали комбтар». Затаврувавши своїх головних суперників як зрадників, комуністи здійснили похід з тоскських земель на північ. У травні 1944 р. вони сформували Антифашистську національно-визвольну раду, наділену правами тимчасового уряду на чолі з Енвером Ходжею, реорганізували армію і направили зброю проти своїх суперників. У жовтні 1944 р. почався відступ німців з Албанії. 28 листопада 1944 р. комуністи увійшли до Тирани.

### Комуністична диктатура (1945—1990)

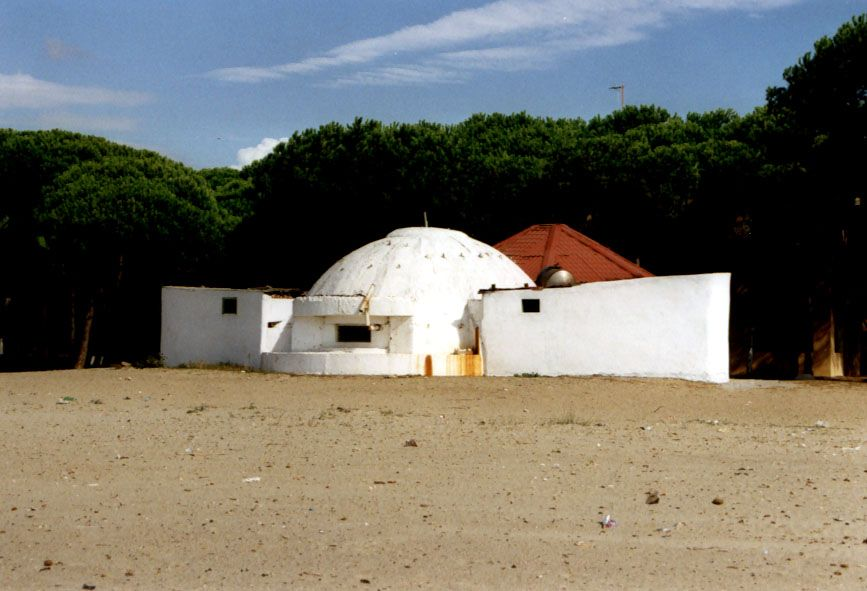
Бункер 1960-х років

Комуністи намагалися узаконити своє правління шляхом проведення 2 грудня 1945 р. виборів до Установчих зборів. Контрольований комуністами Демократичний фронт Албанії, наступник Національно-визвольного фронту, здобув 93 % голосів виборців. 11 січня 1946 р. Народні (Установчі) збори оголосили Албанію республікою, а 14 березня цього ж року ухвалили Конституцію Народної Республіки Албанія (НРА). Уряд країни очолив Енвер Ходжа.
29 квітня 1946 р. Югославія першою визнала комуністичний уряд, її приклад наслідував СРСР. Велика Британія і США готувалися визнати новий албанський уряд за умові участі в ньому і опозиційних політичних партій. Однак цього не сталося. У серпні 1946 р. Англія і США протидіяли прийняттю Албанії в ООН, і тільки 15 грудня 1955 р., в результаті угоди між Сходом і Заходом, Албанія стала членом цієї організації.
У 1948 р. в Албанії спалахнув серйозний внутрішній конфлікт. Для зміцнення оборони країни і здійснення амбіційних планів індустріалізації і модернізації була потрібна фінансова і військова допомога. Цю функцію взяла на себе Югославія. Шість економічних угод, укладених у період з липня 1946 р. по червень 1947 р., стали наслідком утворення змішаних компаній, прибуття югославських фахівців і військових радників і отримання з Югославії обладнання і субсидій.
28 червня 1948 р. контрольоване СРСР Інформаційне бюро комуністичних і робочих партій почало піддавати сумніву допомогу з Югославії. Албанія негайно розірвала економічні угоди з цією країною і вислала югославських радників. У відповідь Югославія в 1949 р. розірвала Договір про дружбу з Албанією. У листопаді 1950 р. дипломатичні відносини між обома країнами були розірвані. Вони були відновлені тільки 21 грудня 1953 р.
Югославський вплив змінився радянським: у 1949 р. 37 % бюджету Албанії становили надходження від СРСР і його союзників. Незважаючи на складні економічні проблеми, Енвер Ходжа утримував владу. У 1954 р. він поступився посадою прем'єр-міністра Мехмету Шеху, вихідцю з військових кіл. Після цього Ходжа залишився першим секретарем Центрального комітету Албанської партії праці (АПП).
Політика М. С. Хрущова, спрямована на поліпшення відносин з Югославією, змусила Ходжу різко змінити курс. Хоча в 1955—1956 рр. прибічники Сталіна втрачали свої позиції в соціалістичних країнах Європи і Тіто вимагав усунення Ходжі, останньому вдалося утриматися на своїй посаді, апелюючи до албанських націоналістів і закликаючи боротися із зростаючою загрозою югославського панування. У 1957—1959 рр. значно збільшилася економічна допомога з КНР, а з жовтня 1959 р. албанські друковані видання зайняли чітку прокитайську позицію. 24 червня 1960 р. албанська делегація виступила з засудженням примирливої політики СРСР відносно Заходу під час міжнародної зустрічі в Бухаресті представників комуністичних і робочих партій. А в листопаді 1960 р. Ходжа виступив на міжнародній Нараді представників комуністичних і робочих партій у Москві з різким засудженням політики Хрущова.
Розкол між комуністами Албанії і СРСР стався на ХХІІ з'їзді КПРС у жовтні 1961 р., а в грудні були розірвані дипломатичні відносини Албанії і СРСР. Цим скористалися китайські комуністи, які надали Албанії кредит на суму 125 млн дол. на розвиток промисловості і направили до цієї країни своїх технічних спеціалістів і радників.
З 1962 р. Албанія припинила участь у заходах радянського блоку, але підтримувала на мінімальному рівні дипломатичні відносини з Югославією, а в 1963 р. поновила зв'язки з Румунією. Албанія припинила торгівлю з СРСР, але значна частина її експорту все ще прямувала до східноєвропейських соціалістичних країн. На частку Китаю припадали половина експорту і 3/5 імпорту Албанії. За 17 років Китай надав Албанії допомогу в розмірі 1,4 млрд дол. Поліпшення відносин між КНР і США поклало край дружбі Албанії з Китаєм, а в 1978 р. припинилася допомога з боку Китаю.
Албанія підтримувала зв'язки з Францією, але не мала жодних зв'язків з США і Англією. У 1971 р. були відновлені дипломатичні відносини з Грецією. У 1970-х рр. в албанській столиці почало збільшуватися число посольств західних країн.
У 1965 р. в Албанії виявилося прагнення до ефективнішої децентралізованої системи управління. У 1974—1975 рр. прокотилася хвиля репресій у зв'язку з нібито розкритою прокитайською змовою. У 1980—1981 рр. протягом нетривалого часу спостерігалося покращання відносин з Югославією, однак їх охолодженню сприяли виступи албанських студентів проти сербського панування в югославській області Косово. У грудні 1981 р. в албанській пресі з'явилося повідомлення про самогубство прем'єр-міністра Мехмета Шеху, після чого Ходжі зробив заяву про те, що перед самогубством Шеху викрили як югославського агента. У країні пройшла чергова «чистка»: багато осіб, пов'язаних з Шеху, які прагнули до поліпшення відносин з Заходом, були страчені.
Наприкінці 1982 р. президентом країни став обраний наступником Ходжі уродженець півночі Раміз Алія, після чого було поновлено допомогу з боку Китаю.
Після смерті Енвера Ходжі (11 квітня 1985 р.) лідер АПП Алія поступово відновив відносини із зарубіжними країнами (за винятком США і Великої Британії). Було покладено край ворожнечі з Грецією, яка з 1940 р. формально перебувала в стані війни з Албанією. Відкрився залізничний зв'язок з Югославією. У липні були відновлені відносини з СРСР.

### Падіння комуністичного режиму (1990—1992рр.)
Великі зміни сталися в грудні 1990 р. Студентські демонстрації, спровоковані відключенням тепло- і енергопостачання в гуртожитках Тиранського університету, були зустрінуті репресіями з боку членів таємної поліції. Заворушення посилювалися, і Центральному комітету АПП довелося дозволити формування нових політичних партій. Опозиція сконцентрувалася в Демократичній партії (ДП), яку очолили професор економіки Грамоз Пашко і лікар-кардіолог Салі Беріша, що зажадали проведення загальних виборів до парламенту.
31 березня 1991 р. в Албанії пройшли перші після 1923 р. відкриті вибори. АПП здобула 169 із 250 місць у Народних зборах, а ДП — 75 місць. Алія знову став президентом. Незважаючи на більшість членів АПП (завдяки підтримці сільських жителів і осіб похилого віку), уряд у червні 1991 року, в розпал економічного і політичного хаосу, був змушений піти у відставку. Так формально завершилося майже 50-річне правління комуністів.
На виборах у березні 1992 р. Демократична партія перемогла, здобувши 92 із 140 місць у парламенті, тоді як на частку соціалістів (АПП було перейменовано на Соціалістичну партію) — лише 38. Незабаром президент Раміз Алія пішов у відставку, а його посаду обійняв лідер демократів Салі Беріша.

### 1990-ті
Албанці покладали великі надії на те, що країна стане на шлях демократії і економічного підйому. Однак проголосивши про відхід від старих методів управління країною, нове керівництво на практиці не сприяло становленню демократичного ладу. Салі Беріша розгорнув масову антикомуністичну кампанію, маючи на увазі під комуністами будь-яких опонентів влади. За висловом американського юриста Кетлін Імхольц, гаслом Демократичної партії Албанії на той момент було: «Якщо ти не з нами, ти проти нас; якщо ти не демократ, ти комуніст».
Після перемоги соціалістів на місцевих виборах 1992 р. в країні посилились авторитарні тенденції. Не бажаючи втратити владу, Салі Беріша ініціював судові процеси проти колишнього комуністичного керівництва країни та спецслужб Сігуріме. Під арештом опинились колишні лідери держави Раміз Алія та Фатос Нано. Керівництво Демократичної партії Албанії все більше утискало опозицію, намагаючись очистити від її представників бюрократичний апарат, армію, спецслужби.
Свобода слова в країні існувала лише декларативно. Опозиційні журналісти арештовувались, часто їх звинувачували за статтями Кримінального кодексу. В країні не існувало незалежних радіо та телебачення. Спроба відкрити приватне радіо була припинена поліцією. Найбільшим атакам піддавалась центральна газета Соціалістичної партії Албанії «Коха Йоне».
Судові структури Албанії не розвинулись у самостійну гілку влади. Вони використовувались як елемент державної політики. Ті ж судді, що приймали незалежні рішення, як, наприклад, голова Верховного Суду Зеф Брозі, звільнялися з посад. Чисельні подібні факти дозволили Раді Європи заявити, що в Албанії судді не відчували свободу в прийнятті рішень «без остраху за негативні наслідки для їх професійної діяльності».
На референдумі щодо проекту нової Конституції 1994 р. Демократична партія Албанії зазнала поразки, що продемонструвало ще більше зниження рейтингу партії. Як відповідь на це, напередодні парламентських виборів 1996 р. влада прийняла зміни до законодавства, які ще більше обмежили свободи в державі та зміцнили монопольні позиції демократів. Була змінена виборча система за рахунок ще більшого скорочення представництва за пропорційною системою (25 депутатських місць зі 140). Нові закони забороняли колишнім комуністичним лідерам займати високі державні посади до 2002 р. Крім того з цього часу певні посади можна було обійняти лише зі згоди спеціальної комісії, яка знаходилась під повним контролем влади.
Передвиборча кампанія 1996 р. проходила в атмосфері залякування та політичних утисків. Опозиційним партіям заборонялось організовувати мітинги в центрі великих міст. Соціалістичну партію Албанії позбавили фінансування з державних фондів.
Парламентські вибори 1996 р., як і слід було очікувати, принесли перемогу Демократичній партії, яка отримала абсолютну більшість місць у парламенті (122 зі 140). Соціалісти оголосили, що вибори проходили в умовах терору. Владу звинувачували в тому, що вона перешкоджала опозиції в проведенні передвиборчої агітації, співробітники поліції та спецслужб залякували та били кандидатів та їх прихильників, спостерігачі від Соціалістичної партії Албанії не були допущені до роботи виборчих комісій.
Звинувачення опозиціонерів підтримали й міжнародні представники. Комісія спостерігачів ОБСЄ відмітила порушення 32 із 79 статей виборчого закону Албанії. Європарламент прийняв резолюцію щодо необхідності анулювати результати виборів, але ПАРЄ, визнавши чисельні порушення та акти насильства, обмежилась закликом сісти за стіл переговорів. Як заявив тоді британський вчений Джеймс Петтіфер, «парламентські вибори свідчать про те, що Албанія скочується до однопартійної системи».
Наприкінці 1996 р. Албанія опинилась у вирі економічної кризи, що вже наступного року перйшла в широкомасштабне суспільне протистояння. Головною причиною кризи було банкрутство декількох десятків великих компаній, що діяли за принципом фінансових пірамід. Це болісно вдарило по добробуту багатьох громадян, оскільки вкладниками таких структур було до 90 % населення. У відповідь розпочались масові маніфестації.
В лютому 1997 р. ситуація в містах Південної Албанії, мешканці яких найбільше постраждали від фінансових афер, вийшла з-під контролю уряду. Влада в регіоні перейшла до Комітетів порятунку. Введення надзвичайного стану в країні та спроба силового вирішення конфлікту не мали успіху: весь південь опинився в руках повстанців, північ також не був керований зі столиці, армія та поліція фактично припинили своє існування.
Вихід з ситуації допомогли знайти європейські посередники. Завдяки місії ОБСЄ на чолі з Францем Враніцьким влада та опозиція 9 березня 1997 р. дійшли згоди щодо шляхів розв'язання кризи. Згідно з домовленостями уряд Александра Мексі йшов у відставку, замість нього формувався перехідний коаліційний уряд. На літо планувались дострокові парламенські вибори, після проведення яких Комітети порятунку погодились саморозпуститись. З 14 квітня до Албанії були введені миротворчі війська 8 європейських держав під егідою ОБСЄ, які не лише забезпечували доставку та розподіл гуманітарної допомоги, а й допомагали встановити порядок під час виборів.
Незважаючи на епізодичні конфлікти між владою та опозицією вибори вдалось провести. На них переконливу перемогу отримала Соціалістична партія Албанії, отримавши 101 зі 155 депутатських мандатів. Демократична партія Албанії зберегла за собою лише 24 місця в парламенті. Соціалісти разом зі своїми партнерами створили урядову коаліцію, яка обрала прем'єр-міністром Фатоса Нано, який був звільнений повстанцями з в'язниці. Салі Беріша пішов у відставку, Президентом Албанії був обраний представник соціалістів Реджеп Мейдані.
Нано і його Соціалістична партія повинні були повернути довіру народу, вирішити фінансові проблеми, відродити економіку, відновити закон і порядок, а також ухвалити нову конституцію. Але новому уряду не вдалося стримати хвилю злочинності, що наростала; він виявився безпорадним перед падінням виробництва і стрімкою інфляцією. До всіх цих негараздів додався перехід до насильницьких дій: в кінці 1997 р. депутат Народних зборів від Соціалістичної партії під час політичної дискусії застрелив депутата-демократа, а у вересні 1998 р. демократи відплатили тим же, вбивши високопоставленого чиновника-соціаліста. До того часу обидві партії перебували в стані війни, а країна була розколена: на півночі укріпилися демократи на чолі з Берішею, а на півдні — соціалісти на чолі з Нано. У розпал цього протистояння Нано пішов з посади прем'єр-міністра, йому на зміну прийшов Панделі Майко. Відновлення законності стало нелегким завданням для Майко і Мейдані, яким довелося прокладати шлях до демократичного розвитку країни.
У кінці 1998 р. становище в Албанії залишалося нестабільним. Відхід з владних структур Беріши, а потім і Нано, ознаменував кінець ери «демократичного романтизму» з властивими йому установками на прискорене впровадження ринку. На рубежі XXI ст. країна зіткнулася з системною кризою і труднощами на шляху до інтеграції в сучасну світову спільноту. На цей час Албанія є аграрно-індустріальною країною, в якій на частку промисловості припадає приблизно 12 % національного прибутку, а сільського господарства — 56 %. На референдумі 22 листопада 1998 р. було вирішено питання про необхідність ухвалення нової Конституції «відповідно до європейських норм, але з урахуванням албанської специфіки»), на користь якого висловилися 92 % учасників. У соціальній сфері почав здійснюватися перехід від сільського способу життя до міського (з неналагодженою інфраструктурою), а в культурі тільки намічаються перші ознаки відходу від ізоляціонізму.
Орієнтація на Захід (в кінці 1998 р. за входження до НАТО виступали 40 партій країни) супроводжується ускладненням відносин із сусідніми країнами. В таких умовах агресія НАТО проти Югославії послужила каталізатором загострення внутрішніх проблем. У середині квітня 1999 р. стався розрив дипломатичних відносин з Югославією. У країну ринув потік біженців з Косова. Розміщення біженців на півдні Албанії призвело до обмеження прав греків, які там проживали. Також відбулося загострення відносин з Грецією, Македонією та рядом інших держав.